# فرنسيس سومنر
فرنسيس سومنر (بالإنجليزية: Francis Sumner)‏ هو عالم نفس أمريكي، ولد في 7 ديسمبر 1895 في باين بلاف في الولايات المتحدة، وتوفي في 12 يناير 1954 في واشنطن العاصمة في الولايات المتحدة.